# Светско првенство у фудбалу на песку
Светско првенство у фудбалу на песку је турнир који се одржава под окриљем ФИФЕ.

## Историја
Прво такмичење одржано је 1995. године. Од 2006. се игра у организацији ФИФЕ. Сједиште ФИФ-ине организације за фудбал на песку налази се у Барселони. До 2009. се играло првенство сваке године, да би се од тада увело правило играња на две године.
До сада је одиграно шеснаест првенства. Највише успеха до сада је имала репрезентација Бразила, која је освојила тринаест титула, док су по једном славили Португал, Француска и Русија.

### Квалификације
У табели је наведен број клубова који се квалификује из својих конфедерација.
| Конфедерација | Континент                | Број учесника |
| ------------- | ------------------------ | ------------- |
| УЕФА          | Европа                   | 5 тимова      |
| КОНМЕБОЛ      | Јужна Америка            | 3 тимова      |
| АФК           | Азија                    | 3 тимова      |
| КАФ           | Африка                   | 2 тима        |
| КОНКАКАФ      | Северна и средња Америка | 2 тима        |
| ОФК           | Океанија                 | 1 тим         |
|               | Укупно                   | 16 тимова     |

## Резултати

### Светско првенство

#### Првенство у организацији ФИФА - на две године првенство
| Година      | Локација                             | Првак  | Другопласирани | Трећепласирани | четвртопласирани |  |
| ----------- | ------------------------------------ | ------ | -------------- | -------------- | ---------------- |  |
| 2013 Детаљи | Папете, Тахити, Француска Полинезија | Русија | Шпанија        | Бразил         | Тахити           |  |
| 2011 Детаљи | Равена, Италија                      | Русија | Бразил         | Португал       | Ел Салвадор      |  |

#### Првенство у организацији ФИФА - на сваких годину дана
| Година      | Локација                         | Првак     | Другопласирани | Трећепласирани | четвртопласирани |  |
| ----------- | -------------------------------- | --------- | -------------- | -------------- | ---------------- |  |
| 2009 Детаљи | Дубаи, Уједињени Арапски Емирати | Бразил    | Швајцарска     | Португал       | Уругвај          |  |
| 2008 Детаљи | Марсеј, Француска                | Бразил    | Италија        | Португал       | Шпанија          |  |
| 2007 Детаљи | Рио де Жанеиро, Бразил           | Бразил    | Мексико        | Уругвај        | Француска        |  |
| 2006 Детаљи | Рио де Жанеиро, Бразил           | Бразил    | Уругвај        | Француска      | Португал         |  |
| 2005 Детаљи | Рио де Жанеиро, Бразил           | Француска | Португал       | Бразил         | Јапан            |  |

#### Првенство док није било у организацији ФИФА
| Година      | Локација               | Првак    | Другопласирани | Трећепласирани | четвртопласирани |  |
| ----------- | ---------------------- | -------- | -------------- | -------------- | ---------------- |  |
| 2004 Детаљи | Рио де Жанеиро, Бразил | Бразил   | Шпанија        | Португал       | Италија          |  |
| 2003 Детаљи | Рио де Жанеиро, Бразил | Бразил   | Шпанија        | Португал       | Француска        |  |
| 2002 Детаљи | Виторија Бразил        | Бразил   | Португал       | Уругвај        | Тајланд          |  |
| 2001 Детаљи | Баија, Бразил          | Португал | Француска      | Аргентина      | Бразил           |  |
| 2000 Детаљи | Рио де Жанеиро, Бразил | Бразил   | Перу           | Шпанија        | Јапан            |  |
| 1999 Детаљи | Рио де Жанеиро, Бразил | Бразил   | Португал       | Уругвај        | Перу             |  |
| 1998 Детаљи | Рио де Жанеиро, Бразил | Бразил   | Француска      | Уругвај        | Перу             |  |
| 1997 Детаљи | Рио де Жанеиро, Бразил | Бразил   | Уругвај        | САД            | Аргентина        |  |
| 1996 Детаљи | Рио де Жанеиро, Бразил | Бразил   | Уругвај        | Италија        | САД              |  |
| 1995 Детаљи | Рио де Жанеиро, Бразил | Бразил   | САД            | Енглеска       | Италија          |  |

### Освајачи медаља
Бразил је најуспешнија репрезентација са освојених златних медаља. 
| Тим        | Првак                                                                                       | Другопласирани       | Трећепласирани                   |
| ---------- | ------------------------------------------------------------------------------------------- | -------------------- | -------------------------------- |
| Бразил     | 15(1995, 1996, 1997, 1998, 1999, 2000, 2002, 2003, 2004, 2006, 2007, 2008, 2009,2017, 2024) | 1 (2011)             | 1 (2005)                         |
| Португал   | 3(2001,2015,2019)                                                                           | 3 (1999, 2002, 2005) | 5 (2003, 2004, 2008, 2009, 2011) |
| Француска  | 1 (2005)                                                                                    | 2 (1998, 2001)       | 1 (2006)                         |
| Русија     | 3 (2011, 2013, 2021)                                                                        |                      |                                  |
| Уругвај    | -                                                                                           | 3 (1996, 1997, 2006) | 4 (1998, 1999, 2002, 2007)       |
| Шпанија    | -                                                                                           | 2 (2003, 2004)       | 1 (2000)                         |
| Италија    | -                                                                                           | 1 (2008)             | 1 (1996)                         |
| САД        | -                                                                                           | 1 (1995)             | 1 (1997)                         |
| Перу       | -                                                                                           | 1 (2000)             | -                                |
| Мексико    | -                                                                                           | 1 (2007)             | -                                |
| Швајцарска | -                                                                                           | 1 (2009)             | -                                |
| Аргентина  | -                                                                                           | -                    | 1 (2001)                         |
| Енглеска   | -                                                                                           | -                    | 1 (1995)                         |

## Учешћа
Бразил и Уругвај су једине репрезентације које су учествовале на свим првенствима.
| Учешћа | репрезентација                                                                                                  |
| ------ | --- |
| 20     | Бразил |
| 15     | Уругвај |
| 14     | Италија Португал                                                                                                |
| 13     | Аргентина |
| 12     | Француска Шпанија САД                                                                                           |
| 10     | Јапан |
| 5      | Перу Русија |
| 4      | Немачка Иран Нигерија Соломонова Острва                                                                         |
| 3      | Ел Салвадор Канада Мексико Сенегал Швајцарска УАЕ Венецуела                                                     |
| 2      | Бахреин Камерун Јужна Африка Тајланд Украјина                                                                   |
| 1      | Аустралија Белгија Чиле Коста Рика Обала Слоноваче Данска Енглеска Малезија Холандија Оман Пољска Тахити Турска |